# Franz Karl August Boguslaw von Karczewsky
Franz Karl August Boguslaw von Karczewsky (* 15. August 1820 in Memel; † 15. November 1884 in Berlin) war ein königlich preußischer Generalleutnant und zuletzt Direktor des Militär-Ökonomiedepartements im Kriegsministerium.

## Herkunft
Seine Eltern waren der Oberstleutnant a. D. Franz Xaver von Karczewsky (* 9. März 1783; † 18. November 1819) und dessen Ehefrau Karoline Sophie Auguste Holsche (* 1797; † 14. Oktober 1866).

## Leben
Er besuchte zunächst die Bürgerschule und später die Divisionsschule in Königsberg in Preußen. Am 18. November 1837 als Füsilier in das 3. Infanterieregiment. Dort wurde er am 10. Mai 1838 zum Portepeefähnrich und am 17. August 1840 zum Seconde-Lieutenant befördert. Vom 8. März 1843 bis zum 31. März 1848 war er in das 3. Landwehr-Regiment abkommandiert, wo er Adjutant und Rechnungsführer im I. Bataillon in Insterburg.
Nach seiner Rückkehr wurde er am 8. Februar 1851 Adjutant der 1. Infanteriebrigade und am 10. April 1852 Adjutant der 1. Landwehr-Brigade, am 4. Mai 1852 wurde er wieder Adjutant der 1. Infanteriebrigade und am 22. Juni 1852 unter Belassung seiner Stellung zum Premier-Lieutenant in das 4. Infanterieregiment versetzt. Am 23. Oktober 1856 wurde er von seiner Stellung entbunden und als Hauptmann in das 1. Infanterieregiment aggregiert, aber in die Armeeabteilung des Kriegsministeriums abkommandiert. Am 23. Mai 1854 wurde er in das Kriegsministerium versetzt. Dort wurde er am 1. Juli 1860 zum Major befördert und am 23. Februar 1865 mit dem österreichischen Orden der Eisernen Krone 3. Klasse ausgezeichnet. Am 18. Juni 1865 zum Oberstleutnant befördert, wurde er am 31. Mai 1866 zum Chef der 1. Abteilung für Armeeangelegenheiten ernannt. Am 4. Oktober 1866 erhielt er den Kronen-Orden 2. Klasse und am 18. April 1867 die Beförderung zum Oberst.
Außerdem erhielt er am 30. April 1867 das Komturkreuz des sächsischen Albrechts-Ordens, am 27. Februar 1868 auch das Kommandeurskreuz 2. Klasse des badischen Ordens vom Zähringer Löwen, am 19. März 1868 das Komturkreuz des württembergischen Kronen-Ordens, am 26. März 1868 das Kommandeurskreuz 2. Klasse des hessischen Ludwigs-Ordens sowie am 9. Juni 1870 den russischen St.-Annen-Orden 2. Klasse sowie am 29. März 1871 den Roten Adlerorden 2. Klasse mit Eichenlaub. Er wurde am 28. November 1871 zum Direktor des Militär-Ökonomiedepartements im Kriegsministerium ernannt und am 18. Januar 1872 zum Generalmajor befördert. Er erhielt am 23. Januar 1872 das Komturkreuz 1. Klasse des hessischen Verdienst-Ordens Philipps des Großmütigen, am 4. Mai 1872 das Großkreuz des sächsischen Albrechts-Ordens, am 16. Mai 1873 den russischen St.-Stanislaus-Ordens 1. Klasse sowie am 26. November 1874 das Großkreuz des württembergischen Friedrichs-Ordens.
Am 18. März 1876 wurde er mit Pension zur Disposition gestellt und dazu mit dem Charakter als Generalleutnant sowie den Stern zum Roten Adlerorden ausgezeichnet. Danach erhielt er am 30. Mai 1876 noch das Großkomturkreuz des bayrischen Militär-Verdienstordens.
Er starb am 15. November 1884 in Berlin und wurde am 19. November 1884 auf dem Französischen Friedhof beigesetzt.

## Familie
Karczewsky heiratete am 18. September 1883 in Berlin Claire Marie Dauphine Gutschmidt (* 28. Oktober 1831; † 5. April 1919), eine Tochter des Geheimen Justizrates Johann Adolf Gutschmidt.